# 213 (banda)
213 fue un grupo de rap originario de Long Beach, California, compuesto por Nate Dogg, Warren G (hermanastro del productor Dr. Dre) y Snoop Dogg (primo de Nate). En principio, el también primo de Nate Dogg, Lil' 1/2 Dead, era parte del grupo. El nombre de 213 viene del prefijo local de Long Beach, que es el mismo (luego se convirtió en 562).

## Biografía
Las carreras de los miembros de 213 subieron como un cohete antes de que pudieran grabar un álbum juntos, pero aun así el grupo no se disolvió pese a vender más de 25 millones de álbumes como artistas en solitario.
Durante toda sus carreras han colaborado entre ellos numerosas veces, generalmente en sus discos pero sin llegar dar un salto definitivo.
Por fin, en 2004, se reunieron para editar The Hard Way, álbum debut del grupo pese a llevar más de 10 años juntos. El disco llegó a la posición cuarta en la US Billboard 200 Albums Chart. Destacó el sencillo "Groupie Luv", el video de la canción está rodado en la verdadera mansión de Snoop.
En 2009 firmaron un contrato con Priority Records. Ya en 2010 el grupo se puso de acuerdo y accedió a grabar un nuevo álbum.
Nate Dogg falleció el 15 de marzo de 2011, a causa de un derrame cerebral, por lo que el grupo queda disuelto y el álbum que tenían previsto para el 2012 queda anulado.

## Discografía

### Álbumes
| Año  | Álbum | U.S. | U.S. R&B | Top Independent Albums | Top Canadian Albums | Certificación |
| ---- | --- | ---- | -------- | ---------------------- | ------------------- | ------------- |
| 2004 | The Hard Way - Primer y único álbum de estudio - Lanzado: 17 de agosto de 2004 - Formatos: CD, descarga digital - Ventas: 500.000+ | 4    | 1        | 1                      | 3                   | Platino       |

### Sencillos
| Año  | Canción       | U.S. Hot 100 | U.S. R&B | U.S. Rap | Álbum        |
| ---- | ------------- | ------------ | -------- | -------- | ------------ |
| 2004 | "Groupie Luv" | -            | 48       | 24       | The Hard Way |
| 2004 | "So Fly"      | -            | -        | -        | The Hard Way |

### Colaboración en singles
| Año  | Canción                                           | U.S. Hot 100 | U.S. R&B | U.S. Rap | Álbum    |
| ---- | ------------------------------------------------- | ------------ | -------- | -------- | -------- |
| 2000 | "Can't Go for That (Remix)" (Tamia featuring 213) | 84           | 23       | -        | A Nu Day |

### Apariciones estelares
| Canción                                        | Álbum                       | Artista    | Otras personas                 | Año  |
| ---------------------------------------------- | --------------------------- | ---------- | ------------------------------ | ---- |
| "Deeez Nuuuts"                                 | The Chronic                 | Dr. Dre    | Daz Dillinger                  | 1992 |
| "Ain't No Fun (If the Homies Can't Have None)" | Doggystyle                  | Snoop Dogg | Kurupt                         | 1994 |
| "Groupie"                                      | Tha Doggfather              | Snoop Dogg | Tha Dogg Pound, Charlie Wilson | 1996 |
| "Friends"                                      | G-Funk Classics, Vol. 1 & 2 | Nate Dogg  |                                | 1998 |
| "Neva Gonna Give It Up"                        | Tha Streetz Iz a Mutha      | Kurupt     | Soopafly, Tray Deee            | 1999 |
| "Don't Tell"                                   | No Limit Top Dogg           | Snoop Dogg | Mausberg                       | 1999 |
| "Game Don't Wait"                              | I Want It All               | Warren G   |                                | 1999 |
| "Game Don't Wait (Remix)"                      | "Game Don't Wait" (Single)  | Warren G   | G Child, Xzibit                | 1999 |
| "Yo' Sassy Ways"                               | The Return of the Regulator | Warren G   |                                | 2001 |
| "From Long Beach 2 Brick City"                 | Paid tha Cost to Be da Boss | Snoop Dogg | Redman                         | 2002 |
| "PYT"                                          | In the Mid-Nite Hour        | Warren G   |                                | 2005 |